# Ubuntu Netbook Edition
Ubuntu Netbook Edition (anteriormente conocida como Ubuntu Netbook Remix) fue una versión del sistema operativo Ubuntu, optimizada para netbooks y otros dispositivos con pantallas de pequeñas dimensiones o con procesadores Intel Atom.
A partir de la versión 10.10 se incluyó la intefaz Unity, diseñada para ahorrar espacio.
A partir de la versión 11.04 del sistema operativo, Ubuntu Netbook Edition dejó de ser una edición aparte para integrarse con la edición de escritorio.

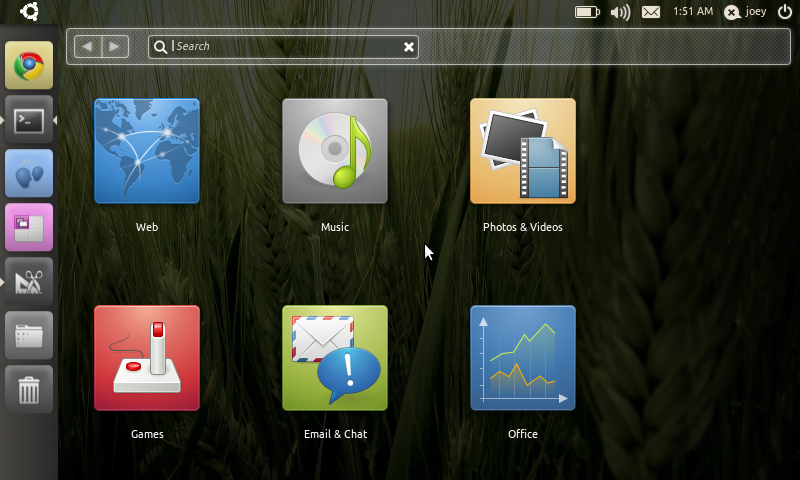
Selección de categorías.

## Aplicaciones
A continuación una lista de las aplicaciones que vienen por defecto con el sistema, algunos opcionales, y los codecs de video/audio que vienen integrados con algunos portátiles de fábrica (OEM).

### Aplicaciones por defecto
- Navegador Web: Mozilla Firefox 3.6
- Correo electrónico: Evolution
- Mensajería instantánea: Empathy
- Reproductor multimedia: Rhythmbox
- Editor de video: PiTiVi
- Lector de eBooks: FBReader
- Viso de imágenes: Shotwell
- Suite ofimática: OpenOffice.org

### Aplicaciones opcionales
- Adobe Reader
- Java Virtual Machine
- Skype
- Banshee
- Thunderbird
- Songbird[6]
- BBC iPlayer
- GIMP

### Codecs para OEMs

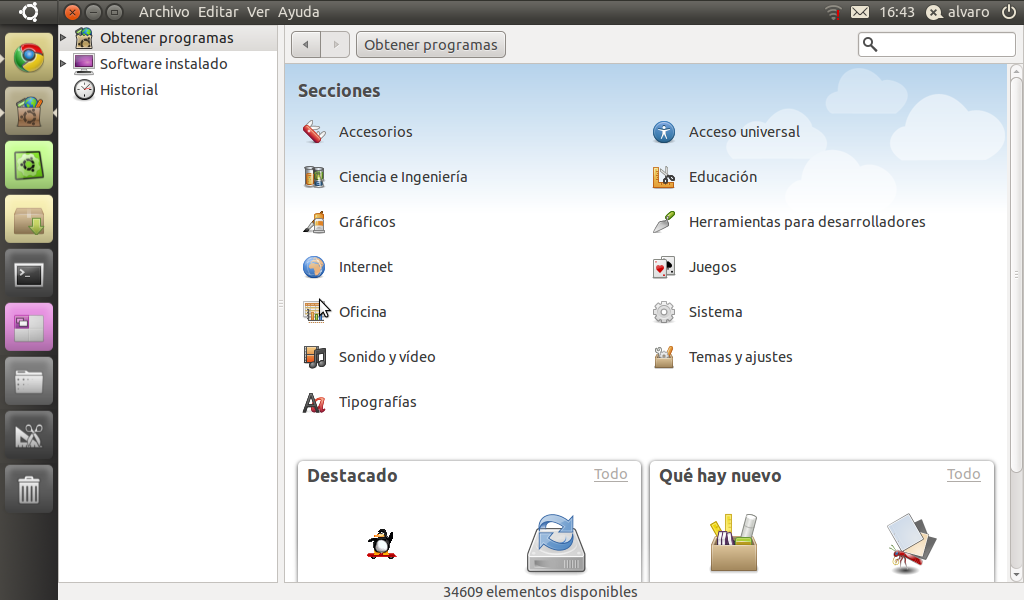
Centro de software de Ubuntu

- MPEG-4 (H.263)
- MP3
- AAC
- Windows Media

## Dispositivos
Ubuntu Netbook Edition es oficialmente publicado con los siguientes netbooks:
- Sylvania G Netbook Meso[7]
- Toshiba NB100[8]
- System76 Starling Netbook[9]
- Dell Mini10v & Mini10
- Advent 4211C

## Especificaciones
Según la documentación oficial:
| Procesador                      | RAM        | Almacenamiento                         |
| ------------------------------- | ---------- | -------------------------------------- |
| Procesador Intel Atom a 1.6 GHz | 512 MB RAM | 4 GB de disco Flash (SSD) o disco duro |